# Norma Fleck
Norma Fleck Award for Canadian Children’s Non-Fiction, ou simplesmente Norma Fleck é uma premiação anual dedicado a livros de não-ficção. Foi criada em 1999 pela Fleck Family e Canadian Children's Book Centre.

## Ganhadores e indicados

### 1999
- Andy Turnbull and Debora Pearson, By Truck to the North: My Winter Adventure
- Gena K. Gorrell, Catching Fire: The Story of Firefighting
- Barbara Greenwood, The Last Safehouse: A Story of the Underground Railroad
- Larry Verstraete, Accidental Discoveries: From Laughing Gas to Dynamite
- Mary Wallace, The Inuksuk Book

### 2000
- Simon Tookoome and Sheldon Oberman, The Shaman's Nephew: A Life in the Far North
- Sarah Ellis, The Young Writer's Companion
- Linda Maybarduk, The Dancer Who Flew: A Memoir of Rudolf Nureyev
- Irene Morck, Five Pennies: A Prairie Boy's Story

### 2001
- Gena K. Gorrell, Heart and Soul: The Story of Florence Nightingale
- Linda Granfield, Pier 21: Gateway of Hope
- Ann Love and Jane Drake, The Kids Book of the Far North
- Ronald Orenstein, New Animal Discoveries
- Candace Savage, Born to be a Cowgirl: A Spirited Ride Through the Old West

### 2002
- Jack Batten, The Man Who Ran Faster Than Everyone: The Story of Tom Longboat
- Karen Levine, Hana's Suitcase
- Susan Musgrave, Nerves Out Loud: Critical Moments in the Lives of Seven Teen Girls
- Jane Pavanel, The Sex Book: an alphabet of smarter love
- John Wilson, Righting Wrongs: The Story of Norman Bethune

### 2003
- Larry Loyie with Constance Brissenden, As Long as the Rivers Flow
- Kathy Conlan, Under the Ice
- Chan Hon Goh with Cary Fagan, Beyond the Dance: A Ballerina's Life
- Candace Savage, Wizards: An Amazing Journey through the Last Great Age of Magic
- Roderick Stewart, Wilfrid Laurier: A Pledge for Canada

### 2004
- Val Ross, The Road to There: Mapmakers and Their Stories
- Nicolas Debon, Four Pictures by Emily Carr
- Anne Dublin, Bobbie Rosenfeld: The Olympian Who Could Do Everything
- Reva Marin, Oscar: The Life and Music of Oscar Peterson
- John Wilson, Discovering the Arctic: The Story of John Rae

### 2005
- Shari Graydon, In Your Face: The Culture of Beauty and You
- Hazel Hutchins, A Second Is a Hiccup
- Marthe Jocelyn, A Home for Foundlings
- Kathy Kacer, The Underground Reporters
- Ange Zhang, Red Land, Yellow River: A Story from the Cultural Revolution

### 2006
- Bill Slavin e Jim Slavin, Transformed: How Everyday Things Are Mad
- Deborah Ellis, Our Stories, Our Songs: African Children Talk About AIDS
- Nadja Halilbegovich, My Childhood Under Fire: A Sarajevo Diary
- Susan Hughes, Coming to Canada: Building a Life in a New Land
- Kathy Kacer, Hiding Edith

### 2007
- Jan Thornhill, I Found a Dead Bird: The Kids’ Guide to the Cycle of Life & Death

### 2008
- Hugh Brewster, At Vimy Ridge: Canada's Greatest World War I Victory

### 2009
- Mariatu Kamara com Susan McClelland, The Bite of the Mango

### 2010
- Priscilla Galloway com Dawn Hunter, Adventures on the Ancient Silk Road